# Sigune
Sigune ist ein weiblicher Vorname. Er ist ein Rufname nach literarischem Vorbild.

## Sigune als literarische Figur
Sigune ist eine Gestalt aus dem Titurel (verfasst ca. 1220) und Parzival (verfasst ca. 1200/1210) Wolframs von Eschenbach.
Sie ist die Tochter von Kyot und Schoysiane und somit eine Verwandte Parzivals mütterlicherseits; seine „germaine cosine“ (Cousine) nämlich, wie sie im Li Contes del Graal (verfasst ca. 1180/1190), Wolframs altfranzösischer Vorlage von Chrétien de Troyes, genannt wird. Während die namenlos bleibende Cousine in Chrétiens Roman nur ein einziges Mal auf den Helden der Geschichte trifft, kommt es bei Wolfram im Parzival zu insgesamt vier Begegnungen, die alle einen bedeutenden Stellenwert in der Geschichte einnehmen. Außerdem macht Wolfram im Titurel Sigune zur Protagonistin und erzählt ihre Jugendgeschichte, die als Vorgeschichte zum Geschehen im Parzival zu verstehen ist.
Die vier Sigune-Szenen im Parzival (III., V., IX. und XVI. Buch) zeigen Sigune als von Leid gezeichnete Dame, deren geliebter Ritter Schionatulander in einer Tjost ums Leben gekommen ist. Sigune erweist dem Toten ihre Treue, indem sie ihr ganzes Leben um diesen klagt und eine Art religiöse Ehe mit dem Toten vor Gott bezeugt. Schließlich stirbt Sigune als Inkluse in einer verlassenen Klause im Gebet um den toten Ritter und beweist erneut ihre grenzenlose Minne zu Schionatulander. Die durch Parzival veranlasste Beisetzung Sigunes zum Sarkophag Schionatulanders symbolisiert eine Vereinigung der beiden Liebenden im Tod.
Die Sigune-Gestalt übernimmt im Parzival mehrere Funktionen: Neben der Personifikation eines neuen, zu Parzival kontrapunktischen Heilswegkonzeptes, fungiert sie aktiv und passiv als wegweisende Instanz für Parzival und gewinnt somit zentrale Bedeutung.
Im Titurel erfährt der Leser hingegen von den Jugendjahren Sigunes und Schionatulanders. Sigune ist die Protagonistin der Titurel-Fragmente, sie rückt als Figur in den Vordergrund, nicht ihre Funktion für den Werdegang des Helden, wie es im Parzival der Fall ist. Es handelt sich um eine komplexe Figur, die nicht selten Widersprüche in sich birgt. Vor allem in Bezug auf die Beziehung zu Schionatulander wechselt ihr Verhalten zwischen kindlicher Unwissenheit und dem einer erfahrenen Minneherrin.
Sie ist im Titurel – im Gegensatz zum Parzival – vollkommen in die Normen der höfischen Minne eingebunden. Dies jedoch wird schlussendlich ihrem Geliebten zum Verhängnis, denn Schionatulander stirbt in ihrem Minnedienst. Diese Tragödie wird in der gesamten Dichtung, vor allem aber in der Brackenseil-Inschrift, immer wieder angedeutet. Umstritten ist die Frage, inwieweit Sigune die Schuld am Tod Schionatulanders trägt.